# Tapirira bethanniana
Tapirira bethanniana là một loài cây gỗ lớn thuộc họ Anacardiaceae. Đây là loài đặc hữu của rừng mưa nhiệt đới của Guyane thuộc Pháp.